# 1536

## أحداث
- تأسيس مدينة أوروابان وتقع حاليا في المكسيك.
- تأسيس مدينة كالي وتقع حاليا في كولومبيا.
- تأسيس مدينة سان بيدرو سولا وتقع حاليا في هندوراس.
- بداية الحرب الإيطالية 1536-1538 في 1536 والتي انتهت في 1538.
- 2 مايو - اعتقال آن بولين، ثاني زوجات هنري الثامن ملك إنجلترا، بتهمة الخيانة والزنا وزنا المحارم

## مواليد
- إجنازيو دوناتي
- تشارلز هوارد
- تويوتومي هيده-يوشي
- جونغ تشول
- خوان فرنانديز (مستكشف) مستكشف إسباني
- كليمنت الثامن
- محمد باشا الكرجي الخادم صدر أعظم عثماني

## وفيات
- غارسيلاسو دي لا فيغا
- كاترين أراغون
- ويليام تيندال
- إبراهيم باشا الفرنجي